# Remix (álbum)
Remix é o décimo segundo álbum da banda brasileira de música pop Kid Abelha lançado originalmente em 1997.
A novidade no Brasil, em 1997, já que o álbum Espanhol não foi comercializado na época, foi um CD de versões remixadas, com os maiores sucessos da carreira em versões dance. Foram eles No Seu Lugar, Fixação, Pintura Íntima, Todo Meu Ouro, Deus, Como Eu Quero e outras e também a regravação de Erasmo Carlos, Eu Sou Terrível.
Mais um enorme sucesso de vendagem: 500 mil cópias foram vendidas somente nos 6 primeiros meses.

## Formação
- Paula Toller - Voz
- George Israel - Sax Tenor, Sax Alto e Flauta
- Bruno Fortunato - Violão e Guitarra

## Faixas
1. Fixação
2. Pintura Íntima
3. Eu Tive um Sonho
4. Como É Que Eu Vou Embora
5. Como Eu Quero
6. Eu Sou Terrível
7. Amanhã É 23
8. Na Rua, na Chuva, na Fazenda
9. Te Amo Prá Sempre
10. O Beijo
11. Todo Meu Ouro
12. No Seu Lugar
13. Garotos
14. Deus (Apareça na Televisão)
15. Fixação (versão Extended) / Lágrimas e Chuva (remix 2001)

## Premiação
- Disco de ouro
- Disco platina
- Disco duplo de platina

## Especiais
Os CDs da tiragem de 1998 traziam na faixa 15 a música Fixação na versão Extended, mas a tiragem de 2001 trazia nesta faixa a música Lágrimas e Chuva na versão remix 2001.

## Regravações
- Erasmo Carlos: Eu Sou Terrível[2]
- Hyldon: Na Rua, na Chuva, na Fazenda